# Pierre de Massot
Pierre de Massot (* 10. April 1900 in Lyon; † 3. Januar 1969 in Paris) war ein französischer Schriftsteller des Dadaismus und des Surrealismus.

## Leben und Wirken
Massot war ein Sohn des Comte Adolphe de Massot de Lafond und dessen Ehefrau Marie de Saint-Jean. Drei seiner Brüder, Règis, Bernard und Henri, fielen im Ersten Weltkrieg.
Massot besuchte das Lycée Saint-Marc des Jesuitenordens in seiner Heimatstadt. Anschließend ging er nach Paris, um dort zu studieren. Dort machte er die Bekanntschaft von Francis Picabia, durch dessen Unterstützung er bald schon den Verleger Pierre Seghers (1906–1987) kennenlernte. Darüber hinaus war er mit Jean Cocteau, Marcel Duchamp, André Gide, Max Jacob, Tristan Tzara und vielen anderen befreundet. 
Am 6. Juli 1923 hatte Tzara zur Soirée „Cœur à Barbe“ im Théâtre Michel (8. Arrondissement) geladen. Eine Gruppe um André Breton störte gewaltsam diese Veranstaltung, bei der Massot der Arm gebrochen wurde und die Polizei einschreiten musste. Damit war der Bruch zwischen Dadaisten und Surrealisten vollzogen. Trotzdem gehörte zwei Jahre später Massot zu den Unterzeichnern von Bretons Manifest La révolution d’abord.
1936 trat Massot der Parti communiste français (PCF) bei und blieb bis 1956 dort Mitglied. Während der deutschen Besetzung half er maßgeblich mit, André Suarès zu verstecken und arbeitete nach der Befreiung von Paris in der Zeitschrift Nouvelle Revue Française zusammen.
Während des Aufstandes in Ungarn distanzierte er sich von der PCF, setzte sich aber weiterhin für Léon Blum und dessen Front populaire ein. Als Gegner der französischen Doktrin und des Algerienkrieges gehörte Massot im September 1960 zu den Unterzeichnern des Manifests der 121.
In bitterster Armut starb am 3. Januar 1969 Pierre de Massot in Paris und fand dort auch seine letzte Ruhestätte.

## Werke (Auswahl)
- De Mallarmé à 391. Saint-Raphaël 1922.
- Saint-Just ou divin bourreau. Paris 1925.[2]
- Portrait d'un bull-dog ou prolégomène à une critique de la sensibilité. Paris 1926 (illustriert von Berenice Abbott)
- Mon corpse. Ce doux-démon. PAB, Alès 1959 (mit einem Vorwort von André Gide)
- Francis Picabia. Seghers, Paris 1966.
- André Breton ou le septembriseur. Losfeld, Paris 1967.
- Mystère des maux. Poèmes. Martinet, Paris 1961.
- Marcel Duchamp. L'Échoppe, Paris 2014, ISBN 978-2-84068-264-6 (EA Paris 1965)